# 静岡県道344号二俣浜松線
静岡県道344号二俣浜松線（しずおかけんどう344ごう ふたまたはままつせん）は、静岡県浜松市を通る一般県道である。

## 概要
天竜川西側堤防を通る県道である。信号がほとんどなく（起点の交差点と浜北大橋・かささぎ大橋・天竜川橋交点に信号、一時停止の標識あり）、直線区間が長く、流れがきわめてよく快適に走れ、渋滞は事故が起こったり、工事があったり、天竜川に架かる橋の渋滞の影響を受けない限り、ほとんどない。天竜区から東名高速道路浜松インターチェンジへ向かう場合は、この県道を経由するのが最も速い。なお、終点近くの安間川が天竜川に合流する地点に橋が架かっておらず不通区間となっているため、安間川の老間橋を通って迂回する必要がある。現在、合流点に橋を架ける計画はない。
対岸の東側堤防には静岡県道343号上野部豊田竜洋線が通っている。

### 路線データ
- 陸上距離 : 22.2km
- 起点 : 浜松市天竜区二俣町鹿島（静岡県道45号天竜浜松線交点）
- 終点 : 浜松市中央区河輪町（国道150号交点）

## 重複区間
- 静岡県道313号笠井飯田線（浜松市中央区国吉町 - 浜松市中央区材木町）

## 通過する自治体
- 静岡県
  - 浜松市（天竜区 - 浜名区 - 中央区）

## 主な接続路線
- 静岡県道45号天竜浜松線
- 国道152号
- 静岡県道61号浜北袋井線
- 静岡県道363号高薗貴布祢線
- 静岡県道374号浜松袋井線
- 国道1号
- 静岡県道261号磐田細江線
- 静岡県道314号中野市野線
- 静岡県道313号笠井飯田線
- 国道150号
- 静岡県道316号舞阪竜洋線